# 陶成
陶成（1390年—1450年），字孔思，郁林人。明朝軍事將領，陶魯之父。
永樂年間，中鄉試，授交阯鳳山典史。尚書黃福舉薦，命署諒江府教授。任期滿後，升山東按察司檢校，之後再經舉薦，擢大理寺評事。正統年間，因劉中敷舉薦，超擢浙江僉事，任期內卓有成就，平定倭寇騷亂，后任按察使副使。之後平定處州葉宗留、陳鑒胡、陶得二等賊亂，在與陶得二交戰中戰死。有一子陶魯。